# بيري هينسون
بيري هينسون (بالإنجليزية: Berry Henson)‏ هو لاعب غولف أمريكي، ولد في 4 يوليو 1979 في ثاوزند أوكس في الولايات المتحدة.

## وصلات خارجية
- بيري هينسون على موقع رابطة لاعبي الغولف المحترفين (الإنجليزية)
- بيري هينسون على موقع رابطة اليابان للاعبي الغولف المحترفين (الإنجليزية)
- بيري هينسون على موقع التصنيف العالمي الرسمي للغولف (الإنجليزية)